# Axonopus previpedunculatus
Axonopus previpedunculatus är en gräsart som beskrevs av David Gledhill. Axonopus previpedunculatus ingår i släktet Axonopus och familjen gräs.
Artens utbredningsområde är Sierra Leone. Inga underarter finns listade i Catalogue of Life.